# Variorum problematum Collectio
Variorum problematum Collectio (hrvatski: Zbirka različitih problema) je djelo hrvatskoga matematičara i fizičara iz Dubrovnika Marina Getaldića. Napisao ga je na latinskom jeziku. Objavio ga je 1607. godine.
U djelu je riješio 42 matematička problema od kojih je neke uzeo od Regiomontanusa, Claviusa i Grienbergera, a neke dodao sam. U njemu neke probleme rješava sintetičkom metodom, za neke je sproveo geometrijsku analizu i sintezu, a nekima dodaje takozvani consectarium, u metodološkom pogledu vrlo važnu posljedicu. Za velik dio problema primjenjuje algebarsku analizu. Pod utjecajem Viètea, umjesto s geometrijskim veličinama ili s brojevima radio je s općim veličinama (speciesima). Getaldićevo djelo znatno je utjecalo na razvoj primjene algebre na geometriju prije otkrića analitičke geometrije.